# Euparagia yuma
Euparagia yuma är en stekelart som beskrevs av Richard Mitchell Bohart 1988. Euparagia yuma ingår i släktet Euparagia och familjen Masaridae. Inga underarter finns listade i Catalogue of Life.